# Diabolik
Diabolik ist eine italienische Comicfigur, die 1962 von Angela Giussani erfunden wurde. Die Geschichten um Diabolik wurden anfangs von Angela und ihrer Schwester Luciana Giussani geschrieben und von Angelo Zarcone gezeichnet. Die schwarz-weiß gedruckten Comic-Hefte erscheinen bis heute monatlich im von Angela Giussani gegründeten Astorina Verlag. Von Oktober 2001 bis Februar 2002 kamen sechs Bände bei Ehapa in Deutschland heraus.
Der Name der Titelfigur ist von der griechischen Bezeichnung Διάβολος Diábolos des Teufels abgeleitet (dessen italienischer Name Diavolo stammt von der latinisierten Form Diabolus ab).

## Inhalt
Der Gentleman-Gangster Diabolik lebt von Juwelendiebstählen großen Stils, die er mit seiner Gefährtin Eva Kant plant und ausführt. Anders als sein italienischer Antipode Dylan Dog erweist er sich damit als Vertreter des Bösen und der kriminellen Unterwelt, hält allerdings einen gewissen Ehrenkodex ein. Als Erfinder von hauteng anliegenden Gesichtsmasken kann er seine Identität beliebig wechseln und entkommt damit ein ums andere Mal seinem Gegenspieler aus der Welt des Gesetzes, Inspektor Ginko. Außerdem verfügt Diabolik über weitere phantastische Gerätschaften (wie etwa seine wurfgeschossartigen Betäubungsspritzen) und einen Jaguar als Fluchtfahrzeug. Diabolik und Eva rauben grundsätzlich nur reiche, nicht selten selbst kriminelle Personen der High Society aus, so dass ihr mitleidloses, kühles Auftreten gegenüber ihren Opfern den Anschein von ausgleichender Gerechtigkeit erweckt. Im Gegensatz zu anderen modernen Robin-Hood-Figuren wird das erbeutete Diebesgut allerdings nicht an Bedürftige weiterverteilt. Viel stärker ähnelt der skrupellose Edelgangster im schwarzen Trikot dem französischen Schurken Fantômas.

## Bedeutung und Verbreitung in Italien
In der italienischen Populärkultur hat Diabolik seit den sechziger Jahren einen festen Platz; die Figur kann sich in puncto Bekanntheitsgrad durchaus mit Mickey Mouse oder Lucky Luke messen. Auch gegenwärtig sind die Diabolik-Hefte in hohen Auflagen vertreten.
Seit seinem Erscheinen im Jahr 1962 verkörpert der charmante Dieb eine Art Gegenmythos zur gängigen, amerikanisch geprägten Comic-Heldenmoral. Mit Diabolik triumphiert nicht nur das Böse; die saubere Welt der Supermänner wird zudem als schwächlich, störanfällig und weniger intelligent belächelt.
Damit steht die Serie am Beginn der italienischen Fumetti-neri-Tradition, die weitere populäre Anti-Helden wie Kriminal und Satanik hervorbringen sollte.

## Verfilmung
1968 verfilmte der italienische Regisseur Mario Bava den Comic unter dem Titel Diabolik (auch: Gefahr: Diabolik!); Ennio Morricone komponierte die Filmmusik. John Phillip Law spielt die Hauptfigur Diabolik, seine Komplizin Eva Kant wird von Marisa Mell verkörpert. Michel Piccoli tritt in der Rolle des ewig unterlegenen Inspektor Ginko auf.
Im Musikvideo zu dem Lied Body Movin der Beastie Boys wird der Film parodiert und Szenen direkt verwendet.
2021 kam eine neue italienische Verfilmung der Figur unter der Regie von Antonio und Marco Manetti heraus. Diabolik wird von Luca Marinelli gespielt und Eva Kant von Miriam Leone, die für den Film beim Filmfestival von Bari 2022 den Preis für die beste weibliche Hauptrolle gewonnen hat. Die Figur des Commisario Ginko wird diesmal von Valerio Mastandrea verkörpert.